# Cheumatopsyche wrighti
Cheumatopsyche wrighti är en nattsländeart som beskrevs av Ross 1947. Cheumatopsyche wrighti ingår i släktet Cheumatopsyche och familjen ryssjenattsländor. Inga underarter finns listade i Catalogue of Life.